# Dywizja Piechoty Dresden
Dywizja Piechoty Dresden (niem. Infanterie-Division Dresden) - jedna z niemieckich szkieletowych dywizji piechoty. Utworzona w marcu 1945 roku w ramach 34 fali mobilizacyjnej w IV Okręgu Wojskowym jako dywizja szkieletowa.
Składała się z 2 pułków (każdy po 2 bataliony), batalionu artylerii i kompanii inżynieryjnej. Jeszcze w marcu tego roku została użyta do odtworzenia 6 Dywizji Grenadierów Ludowych.